# Cryptography Research
Cryptography Research, Inc. (сокр. CRI) — криптографическая компания из Сан-Франциско, специализирующаяся в прикладных криптографических разработках, в том числе технологиях по созданию полупроводников защищённых от подделки. Компания получила патент на защиту криптографических устройств от взлома методом анализа энергопотребления. Компания выпускает специализированные микросхемы под названием «CryptoFirewall», которые используются в системах доступа к платным каналам телевидения и в целях противостояния созданию подделок. CRI разработала BD+, компонент защиты оптических дисков формата Blu-ray, и сыграла определённую роль в войне форматов HD-DVD и Blu-ray. Группы технического обслуживания компании предоставляют услуги по тестированию безопасности, восстановлению данных в аварийных ситуациях и обучению.
Cryptography Research защищает свою основную деятельность от внешних атак путём поддержания защищённой внутренней компьютерной сети, которая нигде не соединяется с интернетом. Работники, у которых есть необходимость работы с важной информацией, имеют два отдельных рабочих компьютера — один для доступа ко внутренней защищённой сети, а другой для доступа к интернету.
В 2009 году Frost & Sullivan удостоил Cryptography Research наградой «Лидер года» в номинации «World Smart Card Technology», упомянув что «компания является крупнейшей по объёмам и ценности лицензируемых технологий в полупроводниковой промышленности» и что «каждый год по её лицензиям производится более 4 миллиардов защищённых микросхем».